# Mauzac-et-Grand-Castang

Mauzac-et-Grand-Castang este o comună în departamentul Dordogne din sud-vestul Franței. În 2009 avea o populație de 845 de locuitori.

## Evoluția populației
| An        | 1975 | 1982 | 1990 | 1999 | 2006 | 2009 |
| --------- | ---- | ---- | ---- | ---- | ---- | ---- |
| Populație | 688  | 772  | 958  | 868  | 844  | 845  |